# 아과스칼리엔테스주

아과스칼리엔테스 주

아과스칼리엔테스주(스페인어: Aguascalientes)는 멕시코 중북부에 위치한 주로 주도는 아과스칼리엔테스이며 면적은 5,616km2, 인구는 1,237,675명(2012년 기준), 인구 밀도는 220명/km2이다. 1857년 10월 27일에 사카테카스 주에서 분리되어 신설되었으며 11개 지방 자치체를 관할한다. 북쪽으로는 사카테카스주, 남쪽으로는 할리스코주와 접한다. 주 이름은 스페인어로 "온탕"을 뜻한다.

주기
주 문장

## 인구
| 연도  | 인구      | ±%     |
| ----- | --------- | ------ |
| 1895  | 104,693   | —      |
| 1900  | 102,416   | −2.2%  |
| 1910  | 120,511   | +17.7% |
| 1921  | 107,581   | −10.7% |
| 1930  | 132,900   | +23.5% |
| 1940  | 161,693   | +21.7% |
| 1950  | 226,965   | +40.4% |
| 1960  | 243,363   | +7.2%  |
| 1970  | 338,142   | +38.9% |
| 1980  | 519,439   | +53.6% |
| 1990  | 719,659   | +38.5% |
| 1995  | 862,720   | +19.9% |
| 2000  | 944,285   | +9.5%  |
| 2005  | 1,065,416 | +12.8% |
| 2010  | 1,184,996 | +11.2% |
| 2015  | 1,312,544 | +10.8% |
| [ 1 ] |           |        |